# 反推火箭
反推火箭是一种火箭发动机，它提供与飞行器运动方向相反的推力，从而使飞行器减速。反推火箭主要用于航天器着陆。第二次世界大战時期的DFS 230滑翔機就使用了反推火箭。